# Feuchtwiesen Ströhen
Die Feuchtwiesen Ströhen sind ein Naturschutzgebiet mit einer Größe von 107,03 ha, das zum überwiegenden Teil in Steinhagen im Kreis Gütersloh und zum kleineren Teil im Ortsteil Holtkamp der kreisfreien Stadt Bielefeld (dort als Deterings Wiesen bezeichnet) liegt. Das Steinhagener Teilgebiet wird mit der Nummer GT-007K1, das Bielefelder Teilgebiet mit der Nummer BI-009 geführt. Die geschützte Fläche besteht aus zwei nicht zusammenhängenden Einzelflächen.
Das Naturschutzgebiet wurde zur Erhaltung der ostmünsterländischen Parklandschaft mit Lebensgemeinschaften und -stätten wildlebender Pflanzen- und Tierarten, insbesondere von seltenen und zum Teil gefährdeten Pflanzengesellschaften der feuchten Grünlandbereiche sowie Hecken, Bachabschnitten, Grabenrändern mit hohem Artenreichtum und Kleingewässern ausgewiesen und dient auch zur Erhaltung von Brutgebieten für Brachvögel, Kiebitz und Steinkauz.